# Please Don’t Almost Kill Me
Please Don’t Almost Kill Me to drugi album amerykańskiego zespołu The Cloud Room grającego indie rocka. Album został tak nazwany z powodu wielu przykrych wydarzeń, które miały miejsce kilka dni po jednym z ich koncertów. Płyta została wydana we wrześniu 2007 roku.

## Lista utworów
1. „24 Hr Heartbreak”
2. „La La La Losing”
3. „When Dogs & Wolves Split”
4. „The Bomb Is Boring”